# Volkswagen Group Premium Platform Electric

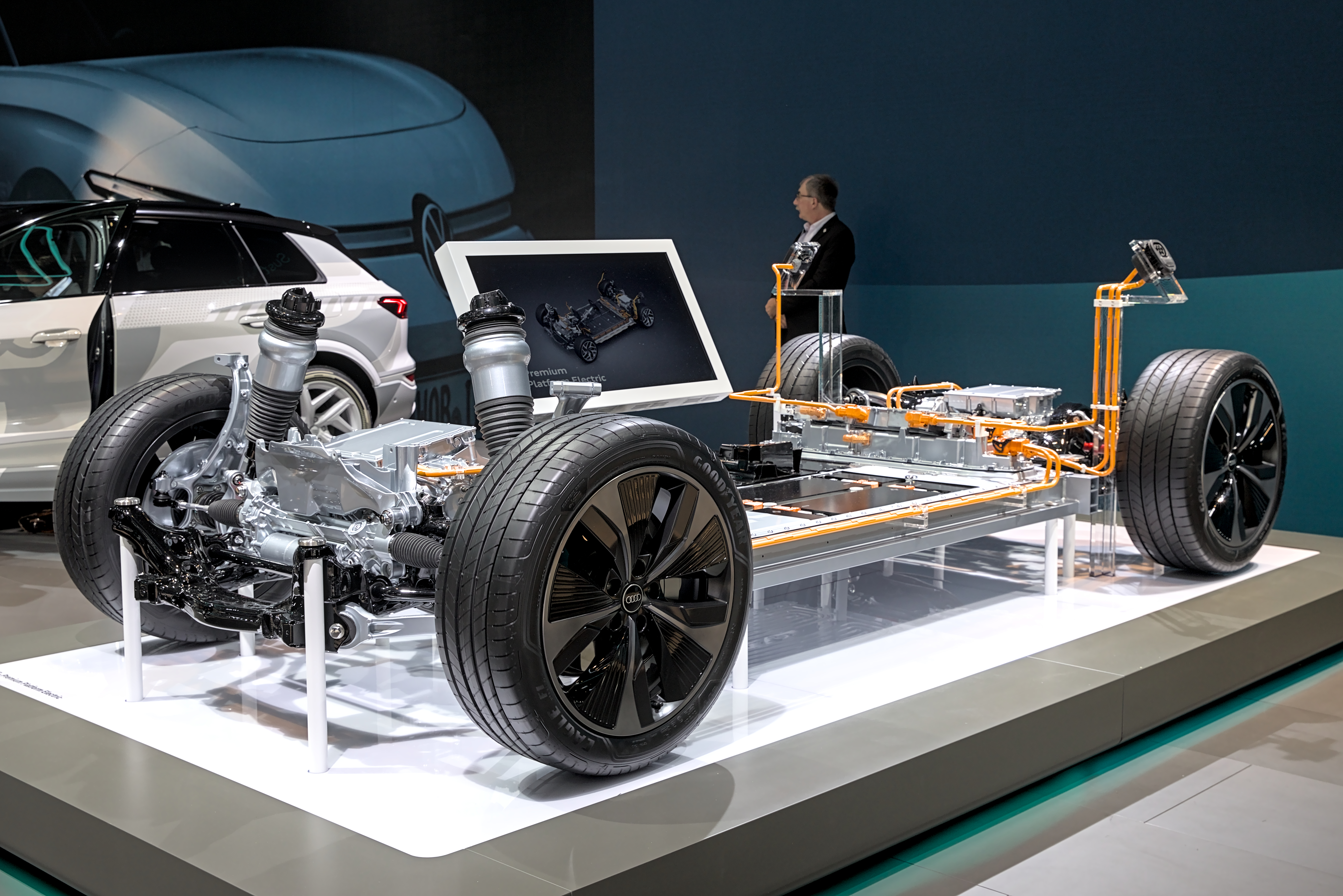
Патформа PPE на выставке IAA
в 2023 году

Volkswagen Group Premium Platform Electric (PPE) — платформа для электромобилей премиального класса от концерна Volkswagen. Она используется наряду с MEB (платформой для электромобилей стандартного класса). Развитием платформы PPE занимаются компании Audi и Porsche.

## Модели на платформе PPE

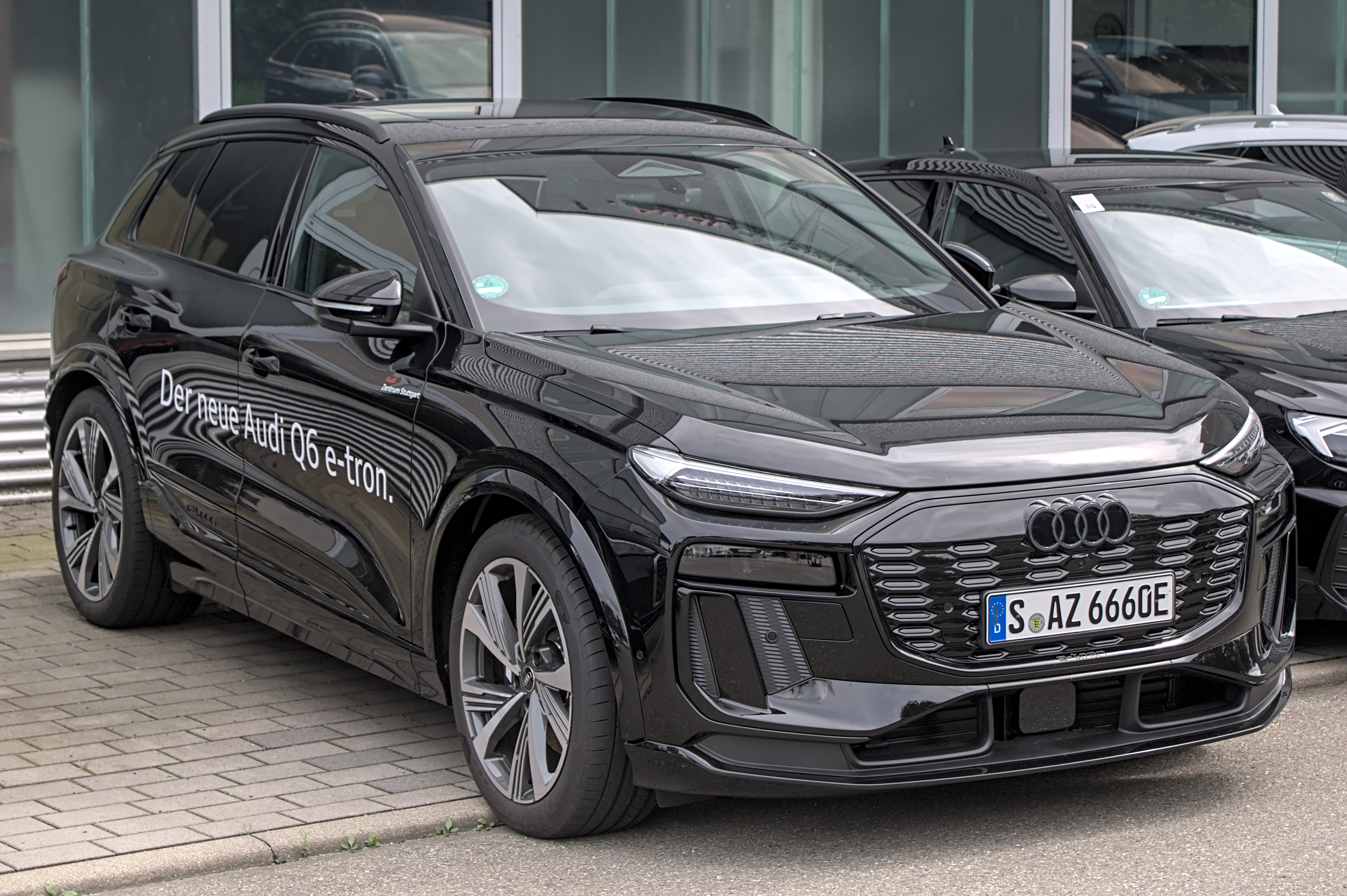
Audi Q6 e-tron (2024)

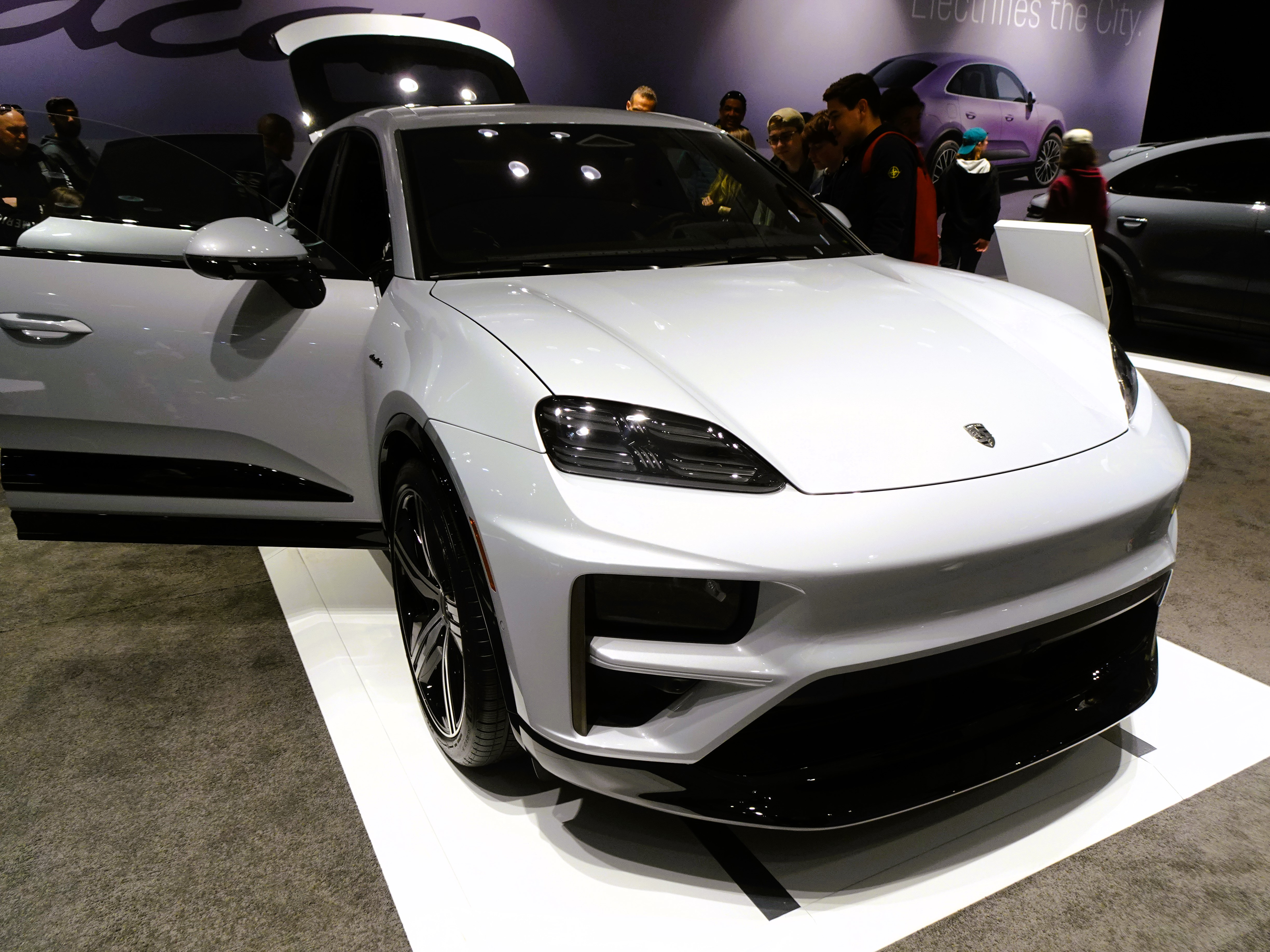
Porsche Macan (2024)

Первыми моделями на платформе PPE являются Audi Q6 e-tron и второе поколение Porsche Macan, которые поступили на рынок в 2024 году.
При совместной работе Porsche и Frauscher Bootswerft на базе платформы был разработан электрический катер Frauscher x Porsche 850 Fantom Air.
| Производитель | Модельный ряд  |
| ------------- | -------------- |
| Audi          | Audi A6 e-tron |
| Audi          | Audi Q6 e-tron |
| Porsche       | Porsche Macan  |

## Цели
Платформа предназначена для унификации ряда электромобилей.
- Стандартизация аккумуляторного блока.
- Совместимость зарядки со  станциями Ionity.
- Стандартизация размеров и пропорций электромобилей.

Отличительными чертами платформы PPE от MEB являются: большая максимальная скорость, более стремительное ускорение, увеличение дальности пробега на одном заряде и скорости зарядки.